# زیورآلات هخامنشیان
زیورآلات در دوره هخامنشیان تنوع بسیاری داشته‌است. این نوشتار به بررسی زیورآلات و هنر ساخت جواهرات در آن دوره می‌پردازد.

## زنان پارسی
جواهرات و زیور آلات در ایران از دیرباز به عنوان قطعه ای از لباس در میان اقوام مختلف مطرح بوده است. مردم ایل قشقایی و عرب های منطقه خوزستانبیشترین استفاده کنندگان از جواهرات و زیورآلات بوده اند. جواهرات در میان مردم قشقایی شامل گردنبند مهلو، گردنبند میخک، گردنبند مهره ای، عنبردان، قاب قرآن، النگو و دستبند مهره ای، گیسوبند و بازوبند است.
زنان پارسی از روغن‌های معطر برای خوشبو کردن خود و از سرمه و سرخاب برای آرایش چشم و چهره استفاده می‌کردند. برای زیباتر کردن لباس، زنگوله‌های گوناگون طلایی به لبه‌های آن می‌دوختند که هنگام راه رفتن صدای نرم و دلنشینشان بر زینت و شکوه صاحب لباس می‌افزاید. آنان از انواع گوشواره های زرین و گوهر نشان، گردن بند، دستبند، انگشتر، کمر بندهای ساخته شده از فلزات گرانبها و سنگ‌های قیمتی، سنجاق و پلاک با نقوش تزیینی بهره می‌بردند.

## گردنبندها
گردنبندهای ویژهٔ زنان دورهٔ هخامنشی با شکل‌های گوناگون و متنوع به یادگار مانده‌است که تعدادی از آنان ساده و شبیه گردنبند مردان یا به صورت طوق است. گردنبندی دیگر از سر شیر شاخدار است که به وسیلهٔ شاخ‌ها به حلقه‌های نقطه چین به رشته اصلی وصل شده‌است. رشته اصلی به شکل لوله است و در فاصله‌های معین به وسیلهٔ دو نیمکرهٔ کوچک به هم مرتبط شده‌اند. دیگر گردنبندی که ساخته شده از گوی‌های شیشه‌ای که در میان آن‌ها گوی‌های طلایی پخ شده‌است. زنان دوره هخامنشی علغاوه بر گردنبندهای بلند، از گردنبندهای خفت گردن استفاده می‌کردند که گاهی اوقات به صورت چندتایی و طوق ساده بوده‌است، طوق‌هایی که دو سر آن منتهی به سر جانوران است.

## بازوبندها
زنان از بازوبندهای زرین متنوع نیز برای آراستن بازوان بهره می‌بردند. از جمله:بازوبند زرینی که در قسمت میانی هنحنی به سمت داخل دارد و دو سر آن به دو عقاب شاخدار ختم می‌شود، سر آن‌ها روبروی هم قرار گرفته‌است. دستها در جلو تنهٔ خوابیده قسمتی از حلقهٔ بازوبند را تشکسی داده است. دو بازوبند دیگر به دست آمده است که یکا از آن‌ها بازوبند تابیده شده‌ای که دوسر آن به شکل سر غزال است و دیگری بازوبند مارپیچ فنری دو حلقه‌ای را که دو سر آن شبیه سر گربه یا شیر ماده است.

## النگوها
النگوهای زرین و سیمین از دیگر زینت آلات زنان این دوره بوده‌است، النگوهای تابیده به قطر۶٫۳ سانتی‌متر، انگوهای ساده با سر اردک و سر غزال، حلقه‌های مارپیچ با سر بز، النگوهای زرین به شکل سوسمار، النگوهای سیمین که حلقه آن بسیار قطور و ساده و منتهی به دو سر قوچ، النگو با حلقهٔ شیشه‌ای و دو سر طلای، النگو با حلقه ساده و انحنا در قسمت تحتانی، یا دو سر غزال به دست آمده است.
زنان زنگوله‌هایی به لبهٔ لباس خویش می‌دوختند که هنگام حرکت آهنگی موزون داشت.

## انگشترها
انگشترهایی که از این دوره به دست آمده‌اند و تزیین آن‌ها، بنا به اظهار گیرشمن، از هنرهای نمادین در معماری الهام گرفته شده‌است. ار جمله انگشتری که روی آن گاو بالدار با سر انسان نقش شده و مربوط به گنجینهٔ جیهون است یا انگشتری که فرشته بالدار با دمی شبیه نیش عقرب روی آن حک شده‌است.
از دیگر زیورهای باقی‌مانده دوره هخامنشی، دکمه‌های مدور منقش به صورت و سر جانوران با نقش جانوران از جمله سر شیر است. سنجاق سینه زرین به شکل جانوران و گلها و همچنین قطعات زرین سوراخ دار و حلقه‌ای شکل به لبهٔ لباس دوخته می‌شد از جمله زینت‌های زیبای پارسیان بوده‌است که نشانگر ذوق سرشار این قوم بوده‌است.
مدال‌ها و نشانه‌های طلا نیز بخش دیگری از زیورهای متداول شاهان و بزرگان و اشخاص بلند مرتبه بوده‌است.